# Ludvík Vítězslav Čelanský

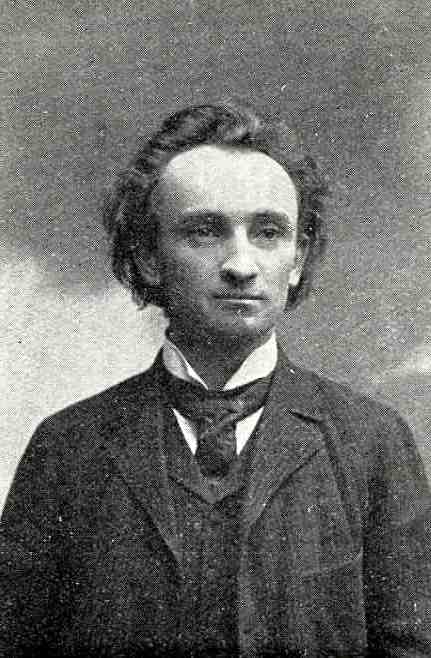
Ludvík Vítězslav Čelanský (um 1895)

Ludvík Vítězslav Čelanský (* 17. Juli 1870 in Wien; † 27. Oktober 1931 in Prag) war ein tschechischer Dirigent und Komponist.
Čelanský studierte von 1892 bis 1894 am Prager Konservatorium und wirkte als Theaterkapellmeister in Pilsen (1895), Zagreb (1898) und am Nationaltheater in Prag (1899–1900). Dann war er Dirigent in Lemberg, Kiew und Paris, dirigierte 1918 bis 1919 die Tschechische Nationalphilharmonie und wirkte schließlich in Brünn. Alfred Einstein bezeichnete ihn als einen der besten tschechischen Dirigenten.
Čelanský komponierte die sinfonische Trilogie Adam-Noe-Mojžíš, eine Oper (Kamila), ein Te Deum und die sinfonische Dichtung Hymne an die Sonne. Stilistisch ist er der Spätromantik zuzuordnen.